# Synopeas temporale
Synopeas temporale är en stekelart som beskrevs av Austin 1984. Synopeas temporale ingår i släktet Synopeas och familjen gallmyggesteklar. Inga underarter finns listade i Catalogue of Life.